# Dirty Oppland
Dirty Oppland är en norsk hiphop-grupp, bestående av Jaa9, OnklP , A-Kjeft, Sjakk-Mats, Defekt, Abu, Empefem, Pi, Bj Ørnar, Dj Buckmann, Eddie Torres & Lav-Tekk. Namnet blev till då OnklP skrek ut "døørty oppland" i slutet av sången "Digger det", och sen dess har gruppen gått under det namnet. Gruppen har i Sverige bland annat samarbetad med Organism 12 på mixtapen Garotta Di Ansjovis.
Gruppen har givit ut en cd vid namn "Dirty Oppland Greatest Hits", med låtar som "Hvasaruman". Jaa9 och OnklP, som är gruppens mest framträdande medlemmar, har som Jaa9 & OnklP gett ut en egen skiva vid namn "Sjåre Brymæ", med låtar som "Kjendisparty" och "Stank Ass Ho 2" med Rune Rudberg.
OnklP har också gett ut en egen skiva, kallad "Det kunne vært deg". Denna blev nominerad till årets hiphop-album, men vann inte. En anledning kan vara att de andra nominerade skivorna hade funnits tillgängliga under en längre tid i butik.